# Polnische Schul

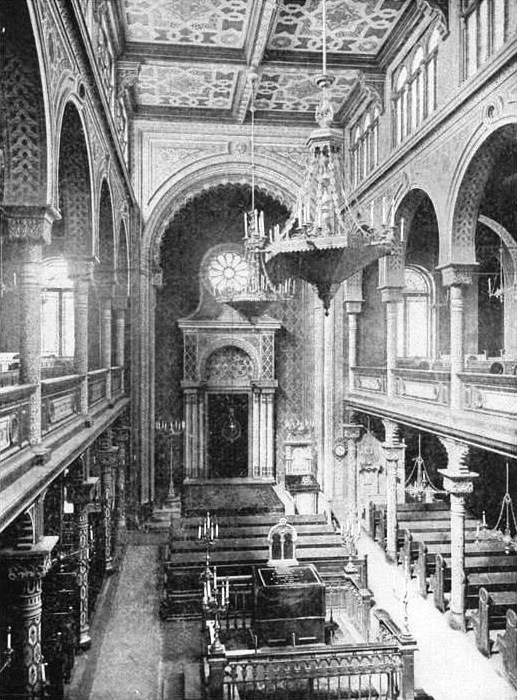
Fotopohlednice interiéru Polské školy, s pozoruhodným umístěním bimy uprostřed prostoru (dle ortodoxního ritu). Foto z konce 19. století

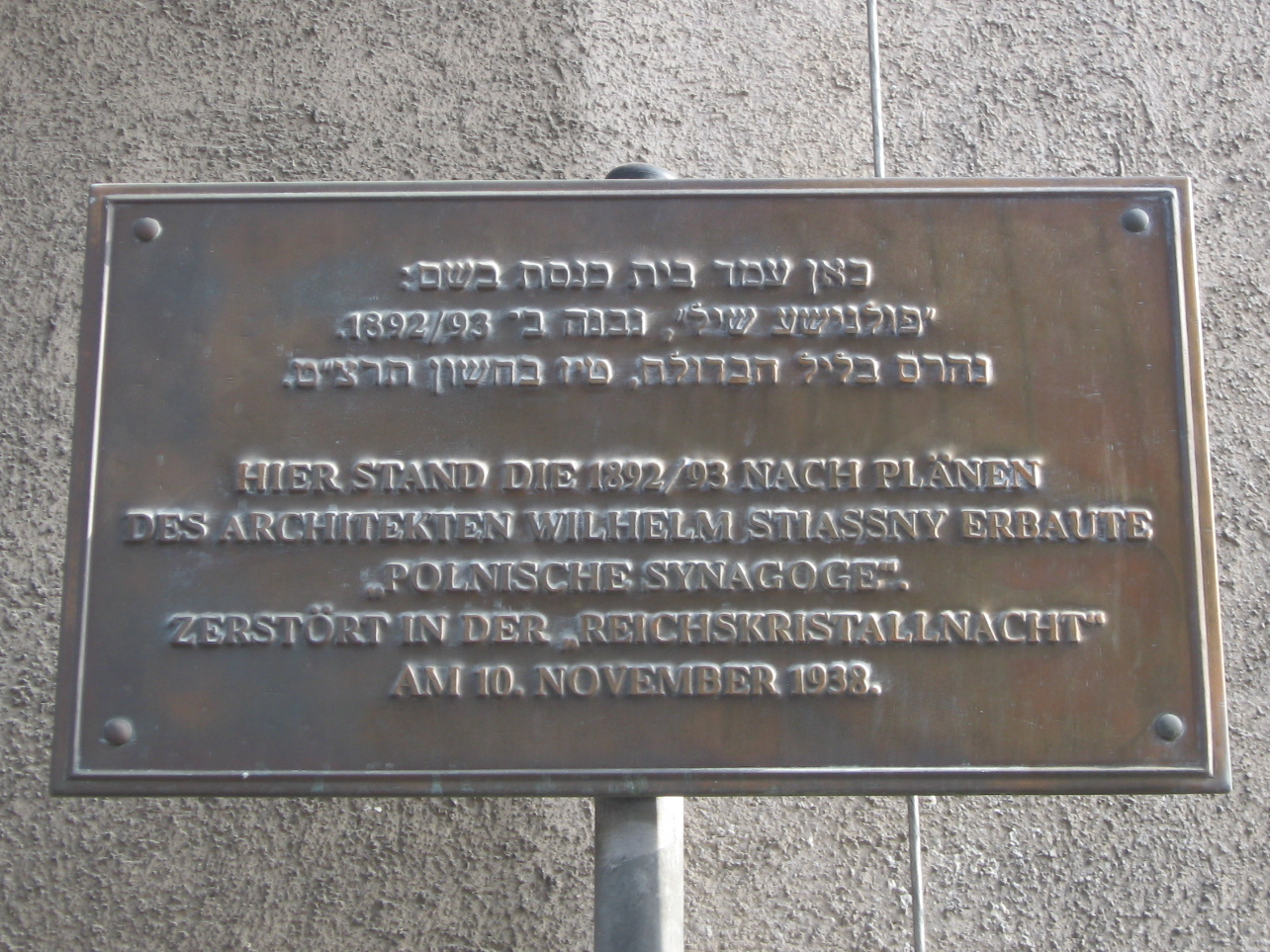
Pamětní deska umístěná na novodobé budově

Synagoga v Leopoldsgasse ve Vídni, známá spíše pod názvem "Polnische Schul" ("Polská škola") byla ortodoxní synagoga postavená mezi lety 1892 a 1893 v Leopoldsgasse 29 ve 2. vídeňském obvodu. Během tzv. Křištálové noci v roce 1938 byla vypálena a zničena.
Synagogu nechal vystavět spolek "Beth Israel" ("Dům Izraele") pro v té době stále ve městě početně sílící polskou židovskou komunitu. Bohoslužby se konaly v přísně ortodoxním, aškenázském ritu.
Synagoga byla postavena podle plánů předního židovského vídeňského architekta Wilhelma Stiassnyho jako třílodní komplex s ženskými galeriemi po stranách, v secesním slohu s orientálními prvky. Měla 420 mužských a 217 ženských sedadel. Jejím nejpozoruhodnějším rysem a nepřehlédnutelnou dominantou byla centrální cibulovitá kopule.
Jedinou na světě dodnes dochovanou sesterskou budovou, hmotově i koncepčně velmi podobně řešenou - a dodnes používanou k původnímu účelu - je Jubilejní synagoga Císaře Františka Josefa I. v Praze na Novém městě.

## Historie
Spolek Beth Israel, sdružující ortodoxní Židy pocházející z polské části monarchie ve Vídni, byl založen již roku 1852. Během následujících třiceti pěti let se polská židovská komunita díky emancipačním snahám rozrostla natolik, že již přestala stačit kapacita původní modlitebny, která se nacházela v ulici Obere Donaugasse. Na zasedání spolku dne 17. prosince 1888 správní rada rozhodla o vystavení nové, důstojné budovy s kapacitou pro 750 osob. V březnu roku 1892 bylo rozhodnuto o zakoupení parcely č. 29 v Leopoldgasse ve 2. vídeňském obvodu, nacházející se v samém sousedství západní hranice bývalého židovského ghetta. K sehnání peněz potřebných ke stavbě byla vyhlášena sbírka. Mnoho členů spolku Beth Israel darovalo finanční obnos, stejně tak přispělo vedení vídeňské židovské obce. Peníze byly získány také prostřednictvím dražby daru od samotného císaře Františka Josefa I., který do za tímto účelem věnoval stříbrný kávový servis pro šest osob ve stylu Ludvíka XIV. Celkové náklady na stavbu činily 75.766,93 zlatých.
Vypracováním plánů byl pověřen přední vídeňský architekt, c.k. dvorní stavitel Wilhelm Stiassny, jenž byl zároveň zvolen čestným předsedou stavebního výboru. Stavební plány byly schváleny v červnu 1892, základní kámen byl položen 5. března 1893, poslední kámen byl do stavby slavnostně zasazen a synagoga zasvěcena odpoledne, dne 8. září 1893, tj. v předvečer posledního šabatu židovského roku 5653 před Roš hašana.
V roce 1926 byla synagoga přestavěna a doplněna o knihovnu a předsíň.
V roce 1938, po anšlusu Rakouska nacistickým Německem, byly majetky spolku Beth Israel převedeny na židovskou obec ve Vídni (IKG). Během tzv. Křištálové noci dne 9. listopadu 1938 byla synagoga zpustošena. V roce 1943 získala pozemek obchodní společnost Hollindia. V prosinci 1950 se opět stal majetkem IKG, který jej prodal v roce 1958. Zbytky synagogy byly zbourány v roce 1961 a na pozemku byla schválena stavba bytového domu
Na fasádě současného domu je umístěna pamětní deska upozorňující na bývalou „Polskou školu“.